# Liste der Flughäfen in Tonga

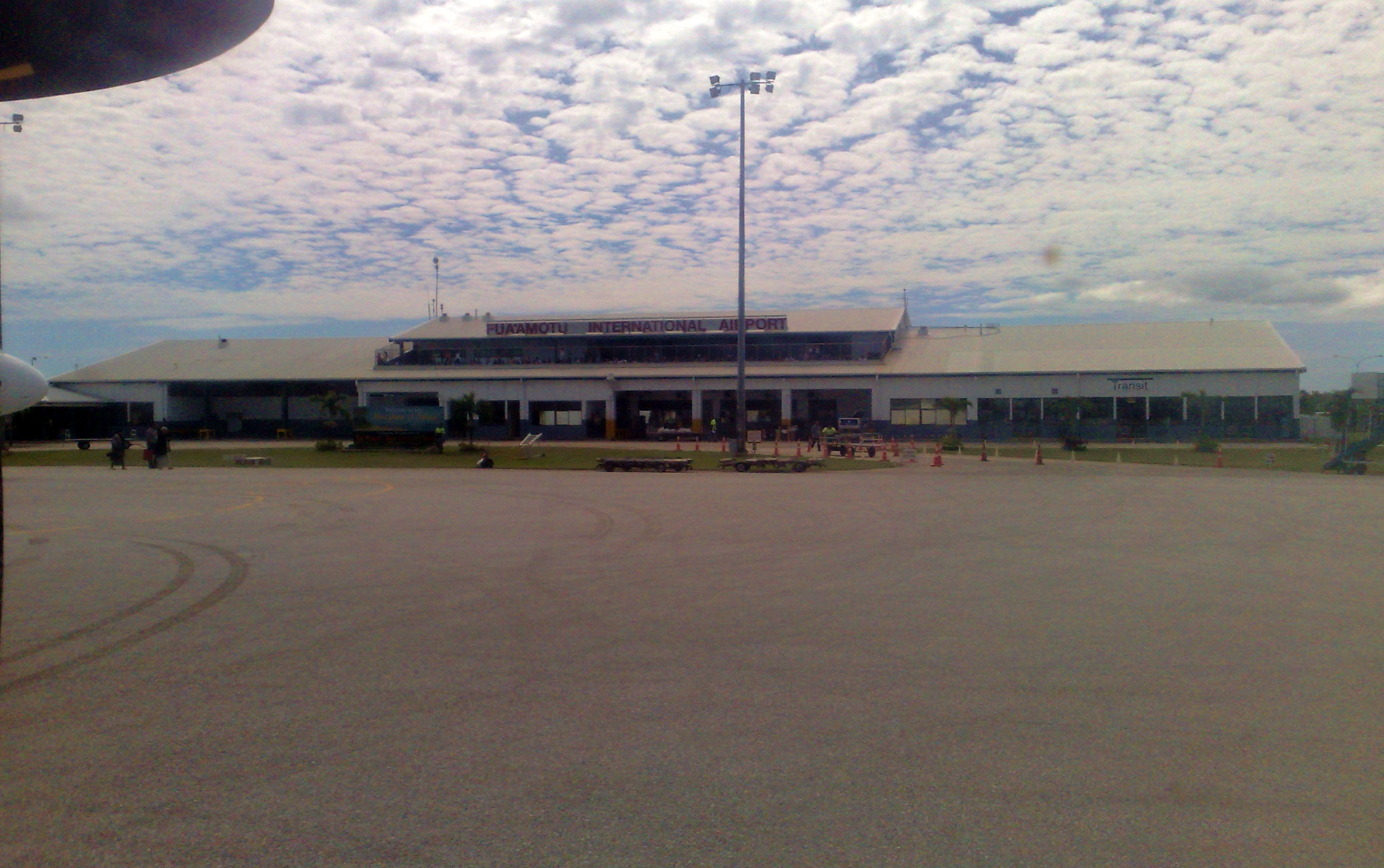
Fuaʻamotu International Airport

Dies ist eine Liste aller Flughäfen in Tonga.
| Stadt        | IATA-Code | ICAO-Code | Name des Flughafens    |
| ------------ | --------- | --------- | ---------------------- |
| ʻEua         | EUA       | NFTE      | Flughafen ʻEua         |
| Haʻapai      | HPA       | NFTL      | Flughafen Haʻapai      |
| Niuafoʻou    | NFO       | NFTO      | Flughafen Niuafoʻou    |
| Niuatoputapu | NTT       | NFTP      | Flughafen Niuatoputapu |
| Nukuʻalofa   | TBU       | NFTF      | Flughafen Fuaʻamotu    |
| Vavaʻu       | VAV       | NFTV      | Flughafen Vavaʻu       |